# Campeonato Sul-Americano de Atletismo Juvenil de 1986
O Campeonato Sul-Americano de Atletismo Juvenil de 1986 foi a 8.ª edição da competição de atletismo organizada pela CONSUDATLE, para atletas com até dezessete anos, classificados como juvenil. O evento foi realizado na cidade de Comodoro Rivadavia, na Argentina, entre 17 de outubro e 19 de outubro de 1986. Contou com a presença de aproximadamente 205 atletas de nove nacionalidades distribuídos em 34 provas.

## Medalhistas
Esses foram os resultados do campeonato. Resultados completos podem ser encontrados no site "World Junior Athletics History".

### Masculino
| Evento                      | Ouro                                                                             | Ouro    | Prata                          | Prata   | Bronze                    | Bronze  |
| --------------------------- | -------------------------------------------------------------------------------- | ------- | ------------------------------ | ------- | ------------------------- | ------- |
| 100 metros                  | Néstor Soncini (ARG)                                                             | 11.13   | Adilson da Silva (BRA)         | 11.54   | Fernando Botasso (BRA)    | 11.59   |
| 200 metros                  | Néstor Soncini (ARG)                                                             | 22.2    | Adilson da Silva (BRA)         | 23.2    | Roberto Provis (CHI)      | 23.6    |
| 400 metros                  | Inaldo Sena (BRA)                                                                | 50.63   | Antônio Enrique Ferreira (BRA) | 51.44   | Santiago Ramírez (URU)    | 51.62   |
| 800 metros                  | Ricardo Beltrán (ARG)                                                            | 1:57.34 | Luciano Rosa (BRA)             | 1:57.94 | Ricardo Quesada (CHI)     | 1:59.02 |
| 1 500 metros                | Edgardo Graglia (ARG)                                                            | 4:02.8  | Marcelo Barrientos (CHI)       | 4:03.0  | Ricardo Moreno (ARG)      | 4:04.7  |
| 3 000 metros                | Marcelo Barrientos (CHI)                                                         | 8:50.43 | Ricardo Moreno (ARG)           | 8:53.60 | Heriberto Acevedo (BRA)   | 8:56.84 |
| 110 metros barreiras        | Fábio Aleixo (BRA)                                                               | 14.5    | Sergio Kleng (ARG)             | 15.1    | Fábio Tofani (BRA)        | 15.3    |
| 300 metros barreiras        | Fábio Aleixo (BRA)                                                               | 39.11   | Gonzalo Loveday (PER)          | 39.81   | Ricardo Bukalil (BRA)     | 40.12   |
| 1.500 metros com obstáculos | Hermelindo Almiro (BRA)                                                          | 4:28.8  | Marcelo Barrientos (CHI)       | 4:30.0  | Marcelo Pires (BRA)       | 4:34.0  |
| 4×100 metros estafetas      | Brasil                                                                           | 43.75   | Chile                          | 44.07   | Uruguai                   | 44.20   |
| 4×400 metros estafetas      | Argentina · Esteban Gambaro · Marcos Cooper · Fabian Gandolfi · Gustavo Fontenla | 3:29.59 | Brasil                         | 3:31.54 | Uruguai                   | 3:34.86 |
| Salto em altura             | Fernando Damonte (ARG)                                                           | 1.92    | Damián Gianotti (ARG)          | 1.88    | José Rodríguez (VEN)      | 1.88    |
| Salto com vara              | Diego Vázquez (ARG)                                                              | 3.92    | Igor Castillo (PER)            | 3.60    | Carlos Pérez (ARG)        | 3.40    |
| Salto em comprimento        | Sérgio Santos (BRA)                                                              | 6.73    | Marcos Cooper (ARG)            | 6.57    | Marcos de Moraes (BRA)    | 6.52    |
| Salto triplo                | Marcos de Moraes (BRA)                                                           | 13.94   | Sanderlei da Conceição (BRA)   | 13.69   | Elvio Justiniano (BOL)    | 13.35   |
| Arremesso de peso           | Raimundo Monasterio (VEN)                                                        | 16.14   | Acassio da Silva (BRA)         | 15.62   | Ricardo Torres (PAR)      | 14.94   |
| Lançamento de disco         | Márcio Barreto (BRA)                                                             | 48.16   | Marcelo Dadario (ARG)          | 48.08   | Acassio da Silva (BRA)    | 46.16   |
| Lançamento do martelo       | Julio César Anelli (ARG)                                                         | 55.40   | Leonardo Melano (ARG)          | 55.34   | Alexandre Mantovani (BRA) | 53.66   |
| Lançamento do dardo         | Daniel Mijares (VEN)                                                             | 52.16   | Fábio Boso (BRA)               | 51.90   | Marcos Balbuena (ARG)     | 50.02   |
| Hexatlo                     | Marcelo Viola (ARG)                                                              | 3890    | Daniel Mijares (VEN)           | 3771    | Fernando Oliva (ARG)      | 3723    |

### Feminino
| Evento                 | Ouro                      | Ouro    | Prata                   | Prata   | Bronze                   | Bronze  |
| ---------------------- | ------------------------- | ------- | ----------------------- | ------- | ------------------------ | ------- |
| 100 metros             | Roseli Diogo (BRA)        | 12.82   | Ana Maria Rocha (BRA)   | 12.87   | Silvina Grion (ARG)      | 12.88   |
| 200 metros             | Jupira da Graça (BRA)     | 26.2    | Roseli Diogo (BRA)      | 26.3    | Claudia Riquelme (CHI)   | 26.6    |
| 400 metros             | Jupira da Graça (BRA)     | 56.96   | Claudia Riquelme (CHI)  | 57.01   | Virginia Guerra (URU)    | 58.74   |
| 800 metros             | Célia dos Santos (BRA)    | 2:17.25 | Niusha Mansilla (BOL)   | 2:19.18 | Roberta Baungarten (BRA) | 2:19.70 |
| 1 500 metros           | Roxana Coronatti (ARG)    | 4:41.5  | Noemí Sabino (BRA)      | 4:43.8  | Roxana Palavecino (ARG)  | 4:44.9  |
| 100 metros barreiras   | Graciela Pugliese (ARG)   | 15.24   | Susana Letts (PER)      | 15.42   | Ana Maria Rocha (BRA)    | 15.43   |
| 4×100 metros estafetas | Brasil                    | 49.01   | Chile                   | 50.06   | Uruguai                  | 50.08   |
| 4×400 metros estafetas | Brasil                    | 4:02.64 | Argentina               | 4:04.20 | Chile                    | 4:06.21 |
| Salto em altura        | Doroto Raimundo (BRA)     | 1.63    | Graciela Pugliese (ARG) | 1.60    | Claudia Blotto (ARG)     | 1.60    |
| Salto em comprimento   | Ana Martina Vizioli (ARG) | 5.70    | Natalia Toledo (PAR)    | 5.46    | María Isabel Rubio (CHI) | 5.44    |
| Arremesso de peso      | Maria da Silva (BRA)      | 11.52   | Stella Carpinelli (BRA) | 11.12   | Graciela Pugliese (ARG)  | 10.99   |
| Lançamento de disco    | Rosemeire Silva (BRA)     | 37.74   | Sadith Fretes (PAR)     | 37.14   | Adriana Romero (ARG)     | 35.32   |
| Lançamento do dardo    | Rosemeire Silva (BRA)     | 47.76   | Natalia Toledo (PAR)    | 40.86   | Jeanette Bensinger (PER) | 39.76   |
| Pentatlo               | Ana Martina Vizioli (ARG) | 3177    | Carolina Sanz (CHI)     | 3083    | Vera Alves (BRA)         | 2917    |

## Quadro de medalhas (não oficial)
| Ordem | País      | Medalha de ouro | Medalha de prata | Medalha de bronze | Total |
| ----- | --------- | --------------- | ---------------- | ----------------- | ----- |
| 1     | Brasil    | 18              | 12               | 11                | 41    |
| 2     | Argentina | 13              | 8                | 9                 | 30    |
| 3     | Venezuela | 2               | 1                | 1                 | 4     |
| 4     | Chile     | 1               | 6                | 5                 | 12    |
| 5     | Paraguai  | 0               | 3                | 1                 | 4     |
| 6     | Peru      | 0               | 3                | 1                 | 4     |
| 7     | Bolívia   | 0               | 1                | 1                 | 2     |
| 8     | Uruguai   | 0               | 0                | 5                 | 5     |

## Participantes (não oficial)
Uma contagem não oficial produziu o número de 205 atletas de 9 nacionalidades. Lista detalhada dos resultados podem ser encontradas no site "World Junior Athletics History"
| - Argentina (48) - Bolívia (5) - Brasil (38) | - Chile (22) - Equador (10) - Paraguai (18) | - Peru (39) - Uruguai (14) - Venezuela (11) |